# De Litterära Sällskapen i Sverige
De Litterära Sällskapen i Sverige (DELS) bildades 1990 som en intresseorganisation för litterära sällskap i Sverige. 
Sällskapets syfte är att öka kunskapen och intresset för den svenska litteraturen och dess författare genom att bland annat sprida kännedom om den litterära sällskapsrörelsen och på olika sätt underlätta dessa sällskaps verksamhet. Sedan 1993 publicerar sällskapet litteraturtidningen Parnass.
De litterära medlemssällskapen, som har till uppgift att främja och förvalta minnet av en författares, eller en grupp författares, liv, diktning och tid, ska vara politiskt obundna. En principiell studie om den har Stig Strömholm gjort i essän "Vänföreningar: garanter för litterär överlevnad" i boken Reskamrater. Läsning 1994-2014 (2015).
DELS deltar varje år på bokmässan i Göteborg. Varje höst och vår anordnar DELS litterära matinéer i Stockholm. Några gånger har regionala litterära evenemang, där flera litterära sällskap är involverade, ägt rum.

## Medlemmar
År 2017 hade DELS sammanlagt 117 medlemmar. Medlemssällskapen inkluderar sålunda:

### A–G
- Alfhild Agrell-sällskapet
- Lars Ahlin-sällskapet
- Hugo Alfvénsällskapet
- Almqvistsällskapet
- Bengt Anderberg-sällskapet
- Dan Andersson-sällskapet
- Werner Aspenström-sällskapet
- Bellmans Minne
- Bellmanssällskapet
- Frans G. Bengtsson-sällskapet
- Hjalmar Bergman Samfundet
- Elisabeth Bergstrand-Poulsen-sällskapet
- Poul Bjerre Sällskapet
- Bondesonsällskapet
- Karin Boye Sällskapet
- Wilhelm von Braun-sällskapet
- Årstasällskapet för Fredrika Bremer-studier
- Carl August Cederborg-sällskapet
- Stig Dagermansällskapet
- Folke Dahlberg Sällskapet
- Olof von Dalinsällskapet
- Sällskapet Tage Danielssons vänner
- Sällskapet Deckarvännerna
- Delblancsällskapet
- Det unga Skåne
- Gunnar Ekelöf-sällskapet
- Sällskapet Eva och Carl Emil Englunds Vänner
- Albert Engström Sällskapet
- Evandersällskapet
- Fakirensällskapet
- Nils Ferlin-Sällskapet
- Laura Fitinghoffsällskapet
- Sällskapet Per Anders Fogelströms Vänner
- Margit Friberg-sällskapet
- Jan Fridegårdsällskapet
- Gustaf Fröding-sällskapet
- Geijersamfundet
- Karl Gerhard-sällskapet
- Gluntarnas Vänner
- Elsa Grave-sällskapet
- Hjalmar Gullberg-sällskapet
- Sällskapet Gustaf III

### H–N
- Emil Hagström-sällskapet
- Britt G. Hallqvist-sällskapet
- Föreningen Wendelas Vänner
- Hedenvindsällskapet
- Heidenstamsällskapet
- Frank Heller-sällskapet
- Lennart Hellsing-sällskapet
- Gustaf Hellström-sällskapet
- Alf Henrikson-sällskapet
- Sällskapet Helga Henschens vänner
- Svenska Horatio Hornblower-sällskapet
- Olof Högberg-sällskapet
- Ibsensällskapet i Sverige
- Johan-Olov sällskapet
- Eyvind Johnson-sällskapet
- Jolosällskapet
- Karlfeldtsgården i Karlbo
- Karlfeldtsamfundet
- Ellen Key-sällskapet
- Martin Koch sällskapet
- Pär Lagerkvist Samfundet
- Selma Lagerlöf-sällskapet
- Gustaf Larsson Sällskapet
- Hans Lidman-sällskapet
- Sara Lidman-sällskapet
- Astrid Lindgren-sällskapet
- Sällskapet Ebba Lindqvists Vänner
- Aksel Lindström-sällskapet
- Svenska Linnésällskapet
- Ivar Lo-sällskapet
- Harriet Löwenhjelm-sällskapet
- Harry Martinson-sällskapet
- Sällskapet Moas vänner
- Vilhelm Moberg-Sällskapet
- Ruben Nilson Sällskapet
- Bernhard Nordh-sällskapet
- Johan Nordlander-sällskapet
- Ludvig Nordström-sällskapet
- Birger Normansällskapet
- Pälle Näversällskapet

### O–Ö
- Albert Olssonsällskapet
- Personhistoriska samfundet
- Wilhelm Peterson-Berger Sällskapet
- Marcel Proust-sällskapet
- Povel Ramel-sällskapet
- Sällskapet för Ester Ringnér-Lundgren
- Romantiska förbundet
- Carl Olof Rosenius-sällskapet
- Viktor Rydberg-sällskapet
- Anna Rydstedt-sällskapet
- Saljesällskapet
- Maria Sandel-sällskapet
- Martha Sandwall-Bergströmsällskapet
- Shakespearesällskapet
- Birger Sjöberg-sällskapet
- Stig Sjödin Sällskapet
- Sällskapet Erik Johan Stagnelii Vänner
- Strindbergssällskapet
- Olle Svensson Sällskapet
- Skandinaviska Swedenborgsällskapet
- Svensk Mediehistorisk Förening
- Svenska Fornskriftsällskapet
- Svenska Vitterhetssamfundet
- Söderbergsällskapet
- Edith Södergran-sällskapet
- Taubesällskapet
- Jacob Tegengren-Sällskapet
- Alice Tegnér Sällskapet
- Tegnérsamfundet
- Thomas Thorild Sällskapet
- Sällskapet Ragnar Thoursies Vänner
- Gunnar Turessonsällskapet
- Albert Viksten Sällskapet
- Cornelis Vreeswijksällskapet
- Wallinsamfundet
- Elin Wägner-sällskapet
- Sonja Åkesson Sällskapet
- Karl-Östman-sällskapet